# Ostřice drobná
Ostřice drobná (Carex supina), neboli ostřice stepní, je druh jednoděložné rostliny z čeledi šáchorovité (Cyperaceae).

## Popis
Jedná se o rostlinu dosahující výšky nejčastěji 5–25 cm. Je vytrvalá a řídce trsnatá s plazivými oddenky a výběžky, v uzlinách vyrážejí trsy listů. Listy jsou střídavé, přisedlé, s listovými pochvami. Lodyha je delší než listy, nahoře trochu drsná. Čepele jsou asi 0,5–1,5 mm široké, ploché, nepřezimující. Pochvy dolních listů jsou purpurové až nachově hnědé, síťnatě rozpadavé. Ostřice drobná patří mezi různoklasé ostřice, nahoře jsou klásky čistě samčí, dole čistě samičí. Samčí klásek bývá pouze jeden, samičí jsou většinou 1–3, většinou včetně dolního spíše přisedlé. Samičí klásky obsahují jen 3–5 (vzácněji až 10) květů a ani za zralosti nepřesahují samčí klas. Listeny jsou bez pochev, šupinovité. Okvětí chybí. V samčích květech jsou zpravidla 3 tyčinky. Čnělky jsou většinou 3. Plodem je mošnička, která je asi 2,5–3 mm dlouhá, nezralá je zelená, za zralosti žlutá, lesklá, žilky nejsou vyniklé, zobánek je krátký, šikmo uťatý až slabě vykrojený. Každá mošnička je podepřená plevou, která je červenohnědá se suchomázdřitým okrajem. V ČR kvete nejčastěji v dubnu až v květnu. Počet chromozómů: 2n=36 nebo 38.

## Rozšíření
Ostřice drobná roste hlavně ve střední a jihovýchodní Evropě, na východ její výskyt zasahuje až Asie.

## Rozšíření v Česku
V ČR roste v teplejších oblastech Čech i Moravy od nížin po pahorkatiny. Najdeme ji především v suchých trávnících, na písčinách či ve světlých lesích, zvláště v písčitých borech a doubravách.